# Fresne-lès-Reims

Fresne-lès-Reims este o comună în departamentul Marne, Franța. În 2009 avea o populație de 432 de locuitori.